# 庙周家秦汉建筑遗址
庙周家秦汉建筑遗址，位于山东省烟台市龙口市兰高镇庙周家村，是中华人民共和国山东省文物保护单位之一。
2006年12月7日，授予山东省文物保护单位，是一座古遗址。